# (24717) 1991 SA
1991 أس أي (ويعرف أيضًا باسم (24717) 1991 أس أي وفق تسمية الكوكب الصغير) (بالإنجليزية: 1991 SA)‏ هو كويكب ضمن حزام الكويكبات؛ وترتيبه 24717 من حيث الاكتشاف.
اكتُشف هذا الجُرم الفلكي بواسطة Satoru Otomo ‏ في 16 سبتمبر 1991.

## وصلات خارجية
- (24717) 1991 SA في قاعدة بيانات مختبر الدفع النفاث لأجرام النظام الشمسي الصغيرة

- الاكتشاف · مخطط المدار ·  العناصر المدارية · المعلمات المادية

- (24717) 1991 SA على موقع ويكي سكاي: DSS2, SDSS, GALEX, IRAS, Hydrogen α, X-Ray, Astrophoto, Sky Map, Articles and images